# Verka Škurla-Ilijić
Verka Škurla-Ilijić (Dol na Hvaru, 23. studenoga 1891. − Zagreb, 2. travnja 1971.) je hrv. književnica, publicistica, prevoditeljica i novinarka. Kći je hrv. književnika Stjepka Ilijića.

## Životopis
Rodila se je u Dolu na otoku Hvaru. Završila je višu djevojačku školu. Zbog očeva službovanja živjela je neko vrijeme u Bosni. Poslije prvog svjetskog rata živjela je u Zagrebu. Udala se u Kuni na Pelješcu za liječnika dr Stipu Škurlu. Radila je kao novinarka. Objavljivala je tekstove u revijama i listovima iz Zagreba, Sarajeva i Beograda.  Prevodila je francuske pisce. Pisala je pripovijetke, drame i priče za djecu. Prostorni obuhvat njenih djela su Dalmacija i Bosna, opisuje život u tim krajevima, baveći se tamnim sudbinama svojih junaka, s naglaskom na ženske likove.
O njenom je radu priređivač Nikola Andrić zapisao "da je rijetko koji naš pripovjedač u tako zbijenom obliku iznio pred Evropu toliko naše narodne duše, kao ova mlada Dalmatinka". U ciklusu Dalmatinke dokumentira "život i običaje početkom minuloga stoljeća – ponajprije s rodnoga joj otoka Hvara", a osobito "žive, autentične pejzažne slike otočkoga ambijenta uz autentičan kolokvijalni govor"  posebno su vrijedan prinos onovremenoj hrvatskoj ekspresionističkoj.

## Djela
(izbor)
- Djevičanstvo
- Ko im sudi?
- Tekla Sava mutna i krvava
- Posljednja suza moje majke
- Niz Kunovske serpentine
- Ivanje, pripovijetka koja je na Politikinom natječaju 1929. nagrađena kao ideja za filmski scenarij

Dio djela izašao joj je u prigodnim izdanjima izabrane proze u izboru Zdravka Mužinića (Kazivanja o Splitu), Nikole Andrića i Luke Paljetka.